# 전라남도 혁신도시지원단
전라남도 혁신도시지원단(全羅南道 革新都市支援團)는 공공기관 지방이전 및 혁신도시의 원활한 추진을 위하여 설치된 전라남도청 소속기관이다.

## 같이 보기
- 나주혁신도시